# Karol May (wojskowy)
Karol Wilhelm May (ur. 31 grudnia 1890 w Kaliszu, zm. wiosną 1940 w Charkowie) – major kawalerii Wojska Polskiego, ofiara zbrodni katyńskiej.

## Życiorys
Urodził się 31 grudnia 1890 w Kaliszu, ówczesnej stolicy guberni kaliskiej, w rodzinie Emila i Michaliny z Działoszyńskich. Ukończył Szkołę Realną w Kaliszu i Cesarską Szkołę Wojskową.
W 1912 ukończył Twerską Szkołę Kawalerii i jako kornet został wcielony do 14 małorosyjskiego pułku dragonów. W jego szeregach walczył podczas I wojny światowej. Awansował na sztabsrotmistrza. Później służył w I Korpusie Polskim w Rosji.
Latem 1920 pełnił służbę w Dowództwie Okręgu Generalnego Grodno, a następnie w Naczelnym Dowództwie WP (Kom. „Rola”). 27 sierpnia 1920 został zatwierdzony z dniem 1 kwietnia 1920 w stopniu rotmistrza, w kawalerii, w grupie oficerów byłych Korpusów Wschodnich i byłej armii rosyjskiej. 1 czerwca 1921 pełnił służbę w Dowództwie Okręgu Generalnego Warszawa, a jego oddziałem macierzystym był 3 pułk strzelców konnych. Później został przeniesiony do 7 pułku strzelców konnych w Poznaniu. 3 maja 1922 został zweryfikowany w stopniu rotmistrza ze starszeństwem od 1 czerwca 1919 i 9. lokatą w korpusie oficerów jazdy (od 1924 – kawalerii). 14 maja 1922 przeprowadził się z Łańcuta do Poznania. Od 29 września do 21 listopada 1923 przebywał w Rembertowie. 31 marca 1924 prezydent RP nadał mu stopień majora ze starszeństwem z dnia 1 lipca 1923 i 3. lokatą w korpusie oficerów jazdy. W tym samym roku został wyznaczony na stanowisko kwatermistrza pułku. W lipcu 1929 został wyznaczony na stanowisko zastępcy dowódcy 7 psk. W marcu 1930 został przeniesiony na stanowisko rejonowego inspektora koni w Sieradzu. Z dniem 20 lipca tego roku został przeniesiony na takie samo stanowisko w Poznaniu. W 1938 był już w stanie spoczynku. W 1939 został przydzielony do Oficerskiej Kadry Okręgowej Nr VII.
W czasie kampanii wrześniowej 1939 miał być w Ośrodku Zapasowym 25 Dywizji Piechoty. Po agresji ZSRR na Polskę w nieznanych okolicznościach dostał się do niewoli sowieckiej i przebywał w obozie w Starobielsku. Wiosną 1940 został zamordowany przez funkcjonariuszy NKWD w Charkowie i pogrzebany potajemnie w bezimiennej mogile zbiorowej w Piatichatkach, gdzie od 17 czerwca 2000 mieści się oficjalnie Cmentarz Ofiar Totalitaryzmu w Charkowie. Figuruje na tzw. liście Gajdideja (poz. 2231).
5 października 2007 minister obrony narodowej Aleksander Szczygło mianował go pośmiertnie na stopień podpułkownika. Awans został ogłoszony 9 listopada 2007 w Warszawie, w trakcie uroczystości „Katyń Pamiętamy – Uczcijmy Pamięć Bohaterów”.
Był żonaty z Jadwigą (ur. 2 lutego 1899 w Kaliszu), córką Juliusza Bettinga. Dzieci nie mieli.

## Ordery i odznaczenia
- Złoty Krzyż Zasługi po raz pierwszy – 1938 „za całokształt zasług w służbie wojskowej”[19]
- Medal Zwycięstwa[23][24]
- Order Świętej Anny 2 stopnia z mieczami – 22 stycznia 1917[4]
- Order Świętego Stanisława 2 stopnia z mieczami – 10 listopada 1916[4]
- Order Świętej Anny 3 stopnia z mieczami i kokardą – 26 czerwca 1915[4]
- Order Świętego Stanisława 3 stopnia z mieczami i kokardą – 8 sierpnia 1915[4]
- Order Świętej Anny 4 stopnia z napisem na szabli „Za odwagę” – 16 grudnia 1915[4]